# Tort law (Vereinigte Staaten)
Als tort law, law of torts oder auch oft nur kurz torts (von altfranzösisch tort, seinerseits von lateinisch tortum von tortus) bezeichnet man im Recht der Vereinigten Staaten ein Rechtsgebiet, das sich mit der nichtvertraglichen Haftung zwischen Privaten beschäftigt.
Das Rechtsgebiet ist somit negativ definiert und umfasst alles, was nicht zum contract law gehört. Hierzu gehören im Wesentlichen, jedoch nicht nur, die zivilrechtlichen Schadensersatzansprüche wegen unerlaubter Handlungen; es erfüllt deshalb auch eine Reservefunktion gegenüber dem Strafrecht. Es besteht im Gegensatz zu zahlreichen kontinentalen Rechtsordnungen keine haftungsrechtliche Generalklausel, sondern nur einzelne durch Fallrecht entstandene Haftungskonstellationen. Historisch sind diese aus dem System der writs entstanden.
Wie das gesamte Zivilrecht in den Vereinigten Staaten unterfällt das tort law den Bundesstaaten, auch wenn es in der Juristenausbildung so unterrichtet wird, als ob es ein gemeinamerikanisches tort law gäbe. Es ist in fast allen Bundesstaaten nicht durch statute law erfasst, geschweige denn kodifiziert. Es besteht ein sog. Restatement of Law. Dieses ist jedoch keine Rechtsquelle, sondern lediglich eine deskriptive akademische Zusammenfassung des geltenden Rechts.
Die drei Untergruppen von torts sind intentional torts („vorsätzliche unerlaubte Handlungen“), negligence („Fahrlässigkeit“) und strict liability („Gefährdungshaftung“).

## Geschichte
Historisch geht das US-amerikanische tort law auf die englische trespass-Klage (sowohl gegen Land als auch gegen personal property) im 13. Jahrhundert zurück. Als weitere Entwicklungsstufen bildeten sich hieraus auch tort-Klagen wegen battery und assault. Die Unterscheidung zwischen vorsätzlichen und nicht vorsätzlichen Handlungen entwickelte sich erst später im 18. Jahrhundert und verdichtete sich schließlich im 19. Jahrhundert zu einer allgemeinen Klage wegen Pflichtverletzung (breach of duty).

## Intentional Torts
Der Kläger muss für einen intentional tort eine bestimmte, tort-spezifische Handlung des defendant vorbringen; die Handlung muss in einer willentlichen Bewegung (volitional movement) bestehen. Diese spezifische Handlung muss von Vorsatz (intent) getragen sein. Der Vorsatz kann spezifisch oder allgemein sein. Spezifisch meint, dass der Kläger bestimmte Folgen seines Handelns anstrebt; allgemein meint, dass sein defendant mit substantial certainty um die Folgen seines Handelns weiß. Der Vorsatz verlangt keine capacity wie im Vertragsrecht: Jeder Mensch, auch Kleinkinder können einen tort begehen.
Nach der Doktrin vom transferred intent hat auch ein Beklagter Vorsatz, der einen bestimmten tort gegenüber einer bestimmten Person begehen will, aber einen anderen intentional tort gegenüber einer anderen Person begeht. Möglich sind damit folgende Fallgruppen:
1. Der Beklagte begeht denselben intentional tort gegenüber einer anderen Person;
2. der Beklagte begeht einen anderen tort gegenüber der beabsichtigten Person;
3. der Beklagte begeht einen anderen intentional tort gegenüber einer anderen Person.

Die Doktrin ist auf bestimmte torts beschränkt; diese sind assault, battery, false imprisonment sowie trespass to land und trespass to chattels.
Als wichtigste intentional torts gelten:
batteryJeder vorsätzlich schädliche oder verletzende Kontakt (harmful or offensive contact) mit der Person des Klägers durch den Beklagten.
assaultJede vorsätzliche Herbeiführung der vernünftigen Befürchtung (reasonable apprehension) des Klägers, dass ein unmittelbarer schädlicher oder verletzender Kontakt des Beklagten auf den Kläger bevorsteht.
false imprisonmentJede vorsätzliche Handlung oder Unterlassung des Beklagten, die dazu führt, dass der Kläger auf ein begrenztes Gebiet beschränkt oder zurückgehalten (confined or restrained to a bounded area) wird.
intentional infliction of emotional distressVorsätzliches extremes und empörendes Verhalten (extreme and outrageous conduct) des Beklagten, das den Kläger in schwere seelische Notlage (severe emotional distress) bringt.
trespass to landJede vorsätzliche Handlung des Beklagten, die ein physisches Eindringen in den Grundbesitz des Klägers (invasion of the plaintiff’s real property) verursacht.
trespass to chattelsJede vorsätzliche Handlung des Beklagten, die durch Einwirkung auf das klägerische Besitzrecht an einer beweglichen Sache (interference with the plaintiff’s right of possession in a chattel) einen Schaden verursacht.
conversionJede vorsätzliche Handlung des Beklagten, die durch schwere Einwirkung (serious interference) auf das klägerische Besitzrecht an einer beweglichen Sache einen Schaden verursacht.

## Negligence
Die Voraussetzungen einer Klage wegen negligence sind:
1. Duty (Pflicht)
2. Breach (Pflichtverletzung)
3. Causation (Kausalität)
4. Damages (Schaden)

### Duty
Die allgemeine Verhaltenspflicht (duty) unter negligence ist ein objektiver Standard: Sie verlangt, so zu handeln, wie eine normale durchschnittliche Person unter denselben Umständen handeln würde. Diese Pflicht erstreckt sich auf alle Personen, die als Geschädigte vernünftigerweise vorherzusehen waren, also sich in der zone of danger aufhielten (Cardozo in Palsgraf v. Long Island Railroad Co.). duty und breach sind als Tatsachen vom trier of fact (also Richter oder ggf. jury) festzustellen.
Eine besondere Hilfe für den plaintiff (Kläger) bietet die doctrine of negligence per se. Nach dieser Doktrin gelten duty und breach als (je nach Gericht widerleglich oder unwiderleglich) vermutet, wenn der defendant eine Pflicht aus statute, sei sie zivilrechtlich, sei sie strafrechtlich, verletzt hat. Um die Hilfe dieser Doktrin zu erhalten, muss der Kläger zwei Dinge beweisen:
1. dass er zur Gruppe der geschützten Personen gehört und
2. der erlittene Schaden gerade zu der Gruppe von Schäden gehört, die das Gesetz verhindern will.

Um Haftung nach dieser Doktrin zu vermeiden, kann der defendant zeigen, dass die Befolgung der gesetzlichen Pflicht größere Gefahr als ihre Nicht-Befolgung verursacht hätte oder ihre Einhaltung außerhalb seiner Kontrolle war. Die Doktrin gilt in einer Vielzahl von Bundesstaaten.
Ebenso kann der Kläger auf custom, standard (z. B. die GAAS für CPAs), oder usage verweisen. Diese gelten jedoch nicht als gesetzliche Pflichten, sondern fallen unter den allgemeinen duty-Standard. Die Befolgung dieser Standards gilt als starke Vermutung für den Beklagten; ihre Verletzung als starke Vermutung gegen ihn, solange das Gericht nicht urteilt, die gesamte Branche verhalte sich fahrlässig oder es umgekehrt urteilt, die Abweichung von den Regeln war reasonable under the circumstances.
Als weitere Hilfe kann dem Kläger zuletzt die Doktrin res ipsa loquitur zur Seite stehen. Sie führt weder zu einer Vermutung und erst recht nicht zu einer Beweislastumkehr. Der trier of fact kann sie ohne Weiteres für widerlegt halten. Ihre Voraussetzungen sind:
1. Der Vorfall ist ein solcher, der sich üblicherweise nicht ereignet, es sei denn eine Person war fahrlässig (negligent),
2. Die Fahrlässigkeit kann dem Beklagten zugeschrieben werden (meist durch exclusive control des Beklagten über die Umstände des Unfalls) und
3. Der Kläger selbst war nicht die Ursache seiner eigenen Verletzung.

Liegen diese Voraussetzungen vor, kann der Richter kein directed verdict erlassen. Die Doktrin findet für die meisten Gerichte keine Anwendung bei einer Vielzahl von Beklagten in Kontrolle der Tatumstände. Der Fall Ybarra v. Spangard, 25 Cal. 2d 486 (1944) steht dem als Mindermeinung entgegen.

## Strict liability
In Fällen von strict liability (~ ‚Gefährdungshaftung‘) haftet der defendant auch ohne dass ihm Fahrlässigkeit oder Vorsatz nachgewiesen werden kann. Die wichtigsten Fallgruppen sind die Haftung für Tiere, Haftung für gefährliche Tätigkeiten (abnormally dangerous activity) und die Produkthaftung.

## Nuisance
Das US-Recht kennt als zwei wichtigste Formen der nuisance die private und die public nuisance. Private nuisance ist eine erhebliche, unangemessene Beeinträchtigung der Nutzung oder des Genusses des Eigentums einer anderen Person; publice nuisance ist eine Handlung, die unangemessen in die Gesundheit, Sicherheit oder Eigentumsrechte der Gemeinschaft eingreift.
Der plaintiff kann gegenüber dem defendant einer nuisance-Klage Schadensersatz in Geld (damages) verlangen. Ausnahmsweise kann bei fortgesetzter nuisance auch eine injunction erstritten werden. Anders als in anderen Rechtsordnungen des common law is coming to nuisance keine defense.

## Vicarious liability
Als vicarious liability bezeichnet das US-Recht die Haftung für andere Personen als den Schädiger (tortfeasor). Die wichtigsten möglichen Fallgruppen sind:
1. Arbeitgeber für Arbeitnehmer nach der Doktrin Respondeat Superior;
2. Auftraggeber (principal) für den selbständigen Auftragnehmer (independent contractor);
3. Fahrzeugeigentümer für den Fahrzeugführer;
4. Eltern für ihre Kinder.

## Verleumdung und Reputationsschutz
Traditionell betrachtet das common law den guten Leumund innerhalb einer Gemeinschaft als ökonomisches Gut. Seine Verletzung wird deshalb durch folgende Klagearten geschützt:
- defamation in Form von libel und slander, wobei bei öffentlichen Personen besondere verfassungsrechtliche Vorgaben gelten.
- invasion of privacy insbesondere appropriation, intrusion, false light und public disclosure,
- mispresentation,
- interference with business relations,
- malicious prosecution.

Der Beklagte eines Leumunddelikts kann ein absolute privilege als defense geltend machen, wenn er die Aussage in seiner Eigenschaft als Mitglied der Legislativen getätigt hat.